# Lisala
Lisala è una città e un territorio della Repubblica Democratica del Congo, nella provincia di Mongala, posti sulla riva destra del fiume Congo. È il luogo di nascita di Mobutu Sese Seko, 14 ottobre 1930.
La popolazione del territorio è composto da diverse tribù, per lo più di minoranza Ngombe con Mongo, Nganda e Ngwaka Budja.
Il territorio è attraversato dalla strada statale N6 da est a ovest, e le strade R328, R329, R336 e R338. Il contorno della terra è definita dal nord del fiume Mongala e il fiume Congo a sud.
La regione ha un forte settore agricolo, con coltivazioni prevalentemente di riso, manioca, arachidi, mais, cacao, caffè, olio di palma, noci e gomma.
Lisala era la capitale della Provincia del Medio Congo, esistente dal 1963 al 1966.